# Dust My Broom
Das Lied Dust My Broom ist ein Blues-Standard und neben Sweet Home Chicago wohl eine der am häufigsten gecoverten Blues-Kompositionen. Die Originalaufnahme wurde am 23. November 1936 in San Antonio, Texas vom Delta-Blues-Gitarristen Robert Johnson gemacht. Veröffentlicht wurde die Aufnahme auf den Plattenlabels Vocalion Records (Katalognummer 03475, ARC 7-04-81) und Conqueror (Katalognummer 8871). Über die Urheberschaft des Songs, ob er von Johnson geschrieben wurde oder von Elmore James, gibt es eine anhaltende Diskussion.

## Version von Arthur Crudup
Am 10. März 1949 nahm Arthur „Big Boy“ Crudup die erste Coverversion von Dust My Broom in Chicago für das Plattenlabel Victor Records auf. Der Text und die Musik waren leicht verändert. Im Gegensatz zur Originalaufnahme spielte Crudup eine elektrische Gitarre.

## Version von Elmore James

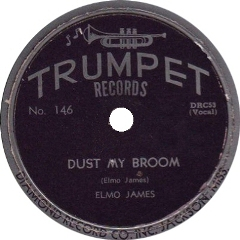
Elmore James – Dust my Broom

Diese Version von Dust My Broom wurde am 5. August 1951 in Jackson, Mississippi von Elmore James für Trumpet Records aufgenommen. Der Musiker hielt sich ziemlich eng an Johnsons Melodie. Der Text entspricht zum größten Teil dem Johnsons, jedoch mit der Änderung, die Arthur Crudup in seiner Aufnahme 1949 verwendete. Neben James waren bei dieser Aufnahme noch Sonny Boy Williamson II. (Mundharmonika), Leonard Ware (Bass) und Frock O’Dell (Schlagzeug) dabei. Der Song wurde ein überraschender Erfolg in den nationalen Rhythm-and-Blues-Charts. Elmore James benutzte ihn noch einige Male als Grundlage für neue Songs (unter anderem She Just Won’t Do Right, 1952 und Dust My Blues, 1955). 1959 nahm er den Song mit seinem Cousin Homesick James an der zweiten Gitarre nochmals auf.
James war damals Studiomusiker für Trumpet Records und nahm einige Songs mit Sonny Boy Williamson auf. Da auf der B-Seite ein anderer Musiker veröffentlicht wurde, entstand die Legende, dass der Song von Lillian McMurry geheim aufgenommen wurde und James so gekränkt war, dass er keine zweite Nummer aufnehmen konnte und wollte. In Wirklichkeit hatte McMurry jedoch kurz zuvor einen Vertrag mit James unterzeichnet. Die Aufnahme wurde 1983 in die Blues Hall of Fame der Blues Foundation aufgenommen und 1998 in die Grammy Hall of Fame. In James Version wurde der Song auch in die Liste der „500 Songs that shaped Rock and Roll“ der Rock and Roll Hall of Fame aufgenommen.

## Auswahl von Coverversionen
Viele Blues-Songs orientieren sich an dem charakteristischen Gitarren-Riff, obwohl Text, bzw. Gesang geändert ist.
3 Beispiele:
- Freddie King-Takin´ Care of Business
- Howlin’ Wolf-Highway 49
- Viele Songs von Elmore James

## Coverversionen
- 1965: The Yardbirds als Dust My Blues – Live at the BBC
- 1965: Otis Spann – The Blues Never Die!
- 1966: J. B. Hutto – Master of Modern Blues
- 1966: The Spencer Davis Group als Dust My Blues – Autumn ‘66
- 1966: Ike and Tina Turner
- 1967: Rising Sons (Taj Mahal und Ry Cooder)
- 1967: Eddie Boyd mit Peter Green
- 1967: Canned Heat – Canned Heat
- 1967: John Mayall & the Bluesbreakers als Dust My Blues – A Hard Road
- 1968: Fleetwood Mac – Mr. Wonderful
- 1969: Luther Allison – Love Me Mama
- 1970: John Littlejohn – Bottleneck Blues
- 1971: Freddie King – Getting Ready
- 1975: Vince Weber – The Boogie Man
- 1976: Hound Dog Taylor – Beware of the Dog
- 1979: ZZ Top – Degüello
- 1982: Willcox – Black Album
- 1983: James Cotton – My Foundation
- 1983 Amiga Blues Band – Not Fade Away
- 1985: Dr. Feelgood – Mad Man Blues
- 1992: Ben Harper – Pleasure and Pain
- 2004: Etta James
- 2008: Cassandra Wilson – Loverly
- 2009: Melinda Doolittle – Coming Back to You

Weitere Aufnahmen von Dust My Broom gibt es von
- Carolyn Wonderland
- Walter Trout
- Gary Moore
- Howlin’ Wolf
- Elmore James Jr.
- Mojo Blues Band
- Robert Jr. Lockwood
- Homesick James
- Willy DeVille
- Frank Zappa